# カイケイ座
カイケイ座（カイケイざ）とは、明治時代中旬に開慶座として営業を開始した寄席。

## 略歴
カイケイ座の演目の多くは当時の寄席でも人気の高かった浪曲が中心であった。経営する平岩家は寄席の開慶座とは別に興行主として平岩興行を営んでいたが、昭和16年の太平洋戦争勃発を機に寄席の開慶座を大須で寄席を営んでいた岡崎氏に売却し、浪曲の興行主という興行のみを戦後の昭和25年頃まで続けたが、浪曲も一時のような人気に陰りが見え始め廃業に至った。
浪曲中心であった開慶座も経営者が岡崎氏に移行したのちの昭和25年頃よりストリップ劇場として再出発し、のちにカタカナのカイケイ座となった。旧開慶座では時に芝居や奇術などの興行もあったが、当時の興行主であった平岩氏は浪曲を前面にし、東西の（東京や大阪）の一流の浪曲師が多く出演していた。
新カイケイ座の岡崎氏は大須で自身の営む寄席でヤマトダンスと銘打ったダンス（戦後の東京でカンカンダンスとして人気の出たダンスに似せたもの）を名古屋ではじめて行うなど柔軟な興行からはじまり、ストリップ劇場と発展していった。
やがてその燈も消え、明治から大正、昭和の時代に幕を閉じることとなった。